# Carl Demolder
Carl Demolder (Booischot, 2 oktober 1929 - aldaar, 27 juni 2015) was een Belgisch politicus voor de CVP. Hij was burgemeester van Booischot en van Heist-op-den-Berg.

## Levensloop
Demolder werd in 1959 benoemd tot burgemeester van Booischot na het onverwachte overlijden van zijn vader, burgemeester Germain Demolder. Hij was burgemeester buiten de gemeenteraad. In 1964 nam hij voor het eerst deel aan de gemeenteraadsverkiezingen. Hij bleef burgemeester van Booischot tot aan de fusie met Heist-op-den-Berg in 1976.
Na de fusie was Demolder de eerste burgemeester van de fusiegemeente Heist-op-den-Berg. Zijn belangrijkste taak was de reorganisatie van de gemeentediensten. Na zes jaar werd hij eerste schepen onder burgemeester Diane Verbist-Vandewijngaerden met als bevoegdheden Openbare Werken en Ruimtelijke Ordening. Hij bleef schepen tot aan de gemeenteraadsverkiezingen van 1994 toen hij als schepen opgevolgd werd door zijn zoon Carl jr.